# The Jackson 5
The Jackson 5, cunoscuți mai târziu ca The Jacksons, au fost o familie populară de muzică, venită din Gary, Indiana. Membrii fondatori Jackie, Tito, Jermaine, Marlon și Michael au format grupul după o performanță într-o incarnație timpurie numită The Jackson Brothers, care era formată de un trio de trei frați mai mari. Activă din 1964 până în 1990, The Jacksons au cântat dintr-un repertoriu de R&B, soul, pop și disco târziu. În timpul perioadei Motown de 6 ani și jumătate, The Jackson 5 au fost unul din cele mai mari fenomene ale muzicii pop ai anilor '70, iar această formație a fost startul cursei pentru cariera solo a cântăreților de bază Jermaine și Michael, ultimul frate transformând faima perioadei Motown într-un mare succes ca un adult artist.
The Jackson 5 au fost primii în istoria muzicii care dețin patru etichete ale unor mărețe single-uri (I want you back, ABC, The love you save și I’ll be there) care au ajuns în topul Billboard hot 100. Mai multe single-uri, printre care “Mama’s Pearl”, ”Never can say goodbye” și “Dancing machine”, au fost în Top 5 pop hits și pe primul loc în topul single-urilor R&B. Multe din primele hit-uri au fost scrise și produse de o echipă specializată în compoziția muzicii cunoscută ca “The Corporation”, mai târziu, hit-urile Jackson 5 au fost compuse de către profesionistul Hal Davis, în timp ce hit-urile Jacksonilor au fost scrise de către echipa Gamble and Huff înainte ca The Jacksons să înceapă să scrie și să producă spre sfârșitul anilor '70.
Au fost una dintre primele trupe de oameni de culoare idolatrizate care au plăcut audienței de rasă albă, mulțumită parțial îndemânării celor de la Motown Records CEO Berry Gordy. După plecarea de la Motown la CBS în 1976 The Jacksons au fost forțați să-și schimbe numele și Jermaine a fost înlocuit de către fratele lor mai tânăr Randy, deoarece acesta a decis să nu părăsească Motown. După 2 ani la Philadelphia Internațional Records ei au semnat cu Epic Records au dobândit controlul compoziției lor muzicale, producției și imaginii, și succesul lor a continuat în anii '80 cu hit-urile precum “Shake your body (Down to the ground)”, ”Lovely one” și “State of Shock’. Albumul lor din 1989, 2300 Jackson Street a fost înregistrat fără Michael și Marlon. Ei au apărut oarecum în titlul piesei. Vânzările dezamăgitoare ale albumului au condus la distrugerea grupului, acesta fiind abandonat la sfârșitul anului. Practic, grupul n-a fost niciodată despărțit dar a fost inactiv de atunci, deși toți cei 6 frați au concertat împreună la două concerte dedicate lui Michael Jackson în septembrie 2001.

## Istoria înregistrărilor

### Începuturile

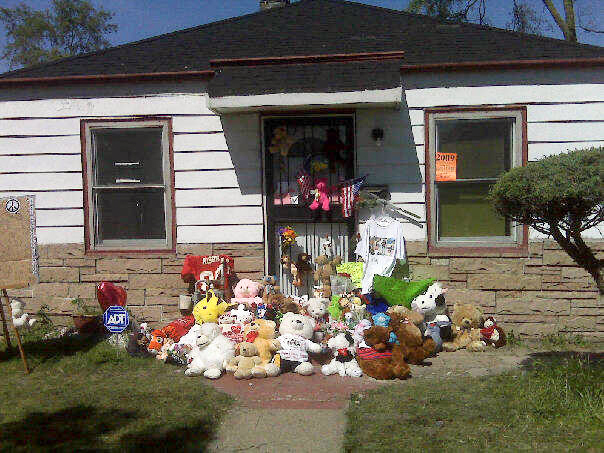
Casa din Gary unde a copilărit familia Jackson

Născuți și crescuți în Gary, Indiana, frații Jackson au fost orientați timpuriu în cariera lor de către Joseph Jackson, un operator macaragiu de oțel și un fost muzician și de către mama lor Katherine Jackson care a vegheat asupra băieților încă din primii ani. Tito și-a amintit de când cânta la chitara tatălui său cât timp el era plecat să lucreze la Gary’s steel mills. Într-o noapte, Joe a descoperit că Tito cântă la chitară când deodată a rupt o coardă. Inițial, supărat pe copii deoarece cântau pe furiș, a descoperit potențialul lor și, în 1963, Jackie, Tito și Jermaine au format The Jackson Brothers, incluzând prietenii din orașul lor, Reynaud Jones și Millford Hite, la chitară și respectiv tobe. Spre sfârșitul anului următor,membrii cei mai tineri ai grupului Marlon și Michael s-au alăturat formației instrumentale, cântând la tamburină și conga.
Arătându-și talentul încă de la o vârstă fragedă, tânărul Michael a început să-și arate talentul în ce privește cântatul și mișcările de dans la vârsta de 4 ani, deși a durat până în 1966 ca Joe Jackson să-i recunoască talentul. Înainte de aniversarea de 8 ani, lui Michael i-a fost permis să-și etaleze cântecul și dansul la un concurs de talent, desfășurat la Jackie’s Roosevelt High School în Gary, ajutându-și frații să câștige concursul. În momentul acela, profesoara de orchestră a lui Tito, Shirley Cartman a început să preia conducerea grupului. A sugerat înlocuirea lui Jones și Hite cu talentați muzicieni precum Jhonny Jackson la tobe, și Ronnie Rancifer. Tito a decis să cânte la chitară în timp ce Jermaine a cântat la chitara bas după mai mulți ani ca chitarist ritmic. Evelyn Lahaie, un agent local talentat i-a sugerat lui Joe să redenumească grupul The Jackson 5 când au cântat în Tiny Tots Jamboree în Gary. După câștigarea concursului, grupul a început să cânte în concerte profesionale în Indiana, Chicago și de-a lungul Statelor Unite. Multe din aceste spectacole au fost într-o serie de cluburi de negri. De asemenea,grupul s-a hotărât să concerteze și să câștige pe cont propriu. Kartman le-a oferit celor din grupul Jackson 5 o afacere cu eticheta locală a lui Gordon Keith, și grupul a început să-și producă primele înregistrări în octombrie 1967. Primul lor single “Big Boy” a fost făcut în ianuarie în 1968 și a devenit hit-ul regional. Acesta a fost urmat de al doilea single “We don’t have to be over 21”. Al treilea ”Let me carry your school books”, urmând ca Michael Jackson să cânte acompaniat de The Ripples and Waves.
The Jackson 5 au avut un număr mare de admiratori din primele zile,printre care și Sam & Dave, care a ajutat grupul să-și asigure un loc în faimoasa competiție ”Amateur Night” la teatrul Apollo din Harlem. Grupul a câștigat 1968, competiția din 13 august 1968 în timpul spectacolului Amateur Night de la Apollo, impresionând artista de la Motown Records, Gladys Knight. Knght a recomandat grupul șefului de la Motown, Barry Gordy, dar acesta,care l-a avut deja pe Stevie Wonder pe listă, era pe cale să ezite să-i ia. Sunetul celor de la The Jackson 5 a fost influențat de unele din cele mai mari vedete ale acelui timp, și anume formații funk ca Sly &the Family Stone și The Isley Brothers, The teenagers, James Brown, Stevie Wonder etc. În timpul succeselor lor,vedetele R&B,mai ales cele venite de la Motown Records,au fost printre primii cei mai cunoscuți muzicieni.Motown a dat startul multor cariere ale starurilor din deceniul acela ca, The Supremes, The Miracles, Stevie Wonder, Marvin Gaye, The Four Tops și the Temptations.

### La Motown
Până în 1968, au fost cap de afiș pentru All Star Floor Show,la Chicago’s, “The Guys și Gals” Cocktail Lounge and Restaurant.Din 12 august până în 27, 1968, Jackson 5 au fost la Motown. Jackson 5 i-a atras atenția lui Gladys Knight, ca urmare, ea a făcut o cerere celor de la Motown care sugera respectivilor să vină la Chicago pentru a-i vedea pe băieți. Bobby Taylor a fost de asemenea impresionat de către băieți, și s-a decis să facă un sacrificiu pentru a-i aduce pe băieți la Detroit și Motown. Joseph și The Jackson 5 s-au desfășurat în apartamentul lui Bobby Taylor în Detroit în noaptea de 22 iulie, cât timp Taylor și executanta Suzanne de Passe au aranjat formației o audiție pentru etichetă.
Pe data de 23 iulie, The Jackson 5 au avut audiția pentru Motown, la care au cântat unul din hit-urile lui James Brown ”I got the Feelin”. Berry Gordon n-a asistat la audiție, dar i s-a trimis înregistrarea video în Los Angeles. Gordy a decis să semneze cu The Jackson 5 și a organizat o petrecere în conacul său din Detroit, 1968, pentru a-i introduce pe băieți șefilor și starurilor de la Motown. Motown și-a început negocierile pentru cumpărarea contractului Jacksonilor, încheind afacerea în Martie 1969. Până în vară, Bobby Taylor a început să producă primele înregistrări ale grupului la studiul de înregistrări din S.U.A. în Detroit. Înregistrările produse timpuriu de către Taylor au fost în coperțile atât hit-urilor contemporane cât și standardelor Motown, incluzând Sly&the Family “Stone’s Stand!” și faimoasa piesă a The Miracles ”Who’s lovin’ you”, scris de Smokey Robinson. Gordy i-a mutat pe Jackson 5 și pe Joseph în California. Cât timp erau în căutarea unei case în California, Joseph, Jermaine, Tito și Jackie au locuit cu Berry Gordy. Marlon și Michael au locuit cu Diana Ross în casa ei.
Echipa de marketing a Motownului a pregătit kituri pentru presă și alte materiale promoționale pentru a pregăti intrarea Jacksonilor în curentul industriei muzicale. Publicitatea Motownului a alterat semnificativ istoria grupului, declarând vârsta lor a fi mai mică decât în realitate. Vârstă lui Michael s-a schimbat de la 11 ani la 9 ani pentru o aparență mai drăgălașă, și identificarea celor de neam diferit față de Jacksoni, Johnny Jackson Ronnie Rancifer a fi verișori. Motown a decis să prezinte grupul Dianei Ross și așa au făcut. The Jacksons au fost prezentați Dianei în Gary, de Richard G.Hatcher, la un concert de profit care s-a zis a fi dedicat primarului în 1969. Impresionată, Ross a semnat actul.

### Diana Ross îi prezintă pe The Jackson 5
The Jackson 5 au repetat continuu la sfârșitul verii și la începutul toamnei anului 1969. Diana Ross i-a prezentat publicului pe 11 august 1969 la clubul “The Daisy” din Beverly Hills, California. La sfârșitul lui august, The Jackson 5 și-au făcut prima apariție în televiziune interpretând piesa “It’s Your Thing” la concursul Miss Black America în Madison Square Garden, New York.
Primul lor single, “I Want You Back” a fost compus de patru compozitori-Berry Gordy, Alphonzo Mizell, Deke Richards și Freddie Perren, numiți “The Corporation”. ”I Want You Back” a fost lansat ca un single al The Jackson 5 și Motown a decis să înregistreze oficial grupul pe 7 octombrie. Grupul a lansat piesele “I Want You Back”, ”Sly & the Family Stone's”, “Sing a Simple Song", ‘The Delfonics", ”Can You Remember” și “There Was a Time” la apariția lor la The Hollywood Palace ca invitați speciali ai Dianei Ross&The Supremes. ”I Want You Back” a fost singurul lor single din primul lor album Diana Ross Presents The Jackson 5 din 1969. Piesa a ajuns pe primul loc în decembrie 1969. Atunci, Michael a devenit prima persoană născută în era “Hot100” stabilită de Billboard Magazine și a ajuns pe prima poziție în topul Billboard Hot100.

### Popularizarea și extinderea
Majoritatea din primele single-uri au fost compuse de The Corporation, care au compus pentru The Jackson 5 melodia care a mixat tradiționalul “Motown Sound” și au numit-o “bubblegum soul”. The Jackson 5 au devenit instant o senzație, cu “I Want You Back” și ulterioarele din 1970 “ABC”, ”The Love you Save” și “I’ll be there”, toate ajungând pe primul loc în topurile BillBoard Hot100 și cele mai bine vândute melodii soul din Billboard. ”The Love You Save” a stat pe primele poziții timp de doua săptămâni și “I’ll Be There” a rămas pe prima poziție a topului timp de patru săptămâni care, alături de “I Want You Back” pentru cele mai de succes single-uri ale trupei din Statele Unite. Cele trei single-uri au avut succes internațional ajungând în principal în cele mai bune zece piese ale topurilor. Alte piese din top 5 au fost și “Mama’s Pearl” și “Never Can Say Goodbye”. Cu succes, Joseph a reușit să îi mute pe Katherine și restul familiei în afara Californiei în 1970. La inceput, mutându-se intr-o rezidență cu doua etaje pe 1616 Queens Road în Los Angeles,ei s-au mutat într-un conac pe care l-au numit “Hayvenhurst”, cumpărat de Joseph în 1971.
“Jacksonmania” a străbătut țara și la un an după debutul lor au devenit unul din cele mai mari nume în muzică.Trupa i-a înlocuit pe The Supremes ca principala orientare a Motown și valorificarea cererii de orientare spre tineret a fraților Jackson, Motown a autorizat zeci de produse pentru tineret, incluzând faimosul J5 Heart logo care apare în setul de tobe al lui Johnny Jackson și multe coperte de album ale The Jackson 5, autocolante, petice de cusut, postere și cărți de colorat. O nouă revistă s-a orientat spre tineretul africano-american, Right on! a început publicarea în 1971 și s-a axat pe The Jackson 5, căci un Jackson era pe coperta fiecărui număr între ianuarie 1972 și aprilie 1974. Producătorii de animații Ranking/Bass au produs The Jackson 5, un desen animat de sâmbăta dimineața care a apărut în 11 septembrie 1971 și a ținut două sezoane pe ABC. The Jackson 5 au jucat în două din propriile televiziuni Goin' Back to Indiana și The Jackson 5 Show.
În 1971, Motown a început o cariera solo pentru Michael, al cărui prim single “Got to Be There” a ajuns în top 5. Michael a cântat de asemenea melodia de titlu a animației Ben din 1972. Celelalte single-uri solo,”Rockin’ Robin” și “I Wanna Be where you are” (ambele din 1972). Jermaine a începul o cariera solo în 1972 și a avut un hit de top 10, ”Daddy’s Home”. Jackie a înregistrat de asemenea un album solo în 1973, dar piesele sale nu au ajuns în top. În ciuda zvonurilor că toți cei trei vor părăsi grupul cum au început munca solo, carierele celor trei au co-existat cu trupa, permițând Motown să extindă succesul și vânzările.

### Declinul
După anul 1972, lansările The Jackson 5 nu au mai fost de așa succes dar încă mergeau foarte bine. Mai târziu, hit-urile din top 20 majoritatea compuse de Hal Davis, incluzând “Looking Throughout the Windows” și piesa în stil disco “Dancing Machine” care a popularizat stilul de dans “Robot”. Succesul celor de la Jackson 5 a fost diminuat în timpul ultimei părți a mandatului Motown, chiar dacă LP-uri ca “Lookin’ Through the Windows” și “Get It Together” considerate piese de succes incluzând versiunea lor a “Hum Along and Dance” .
Criticii, The Jackson 5 și Joseph Jackson au fost de acord că succesul scăzând este datorat refuzului lui Motown de a actualiza imaginea lor. Chiar dacă au început să cânte la propriile instrumente pe scenă și au compus propriile piese, The Jackson 5 au spus că Motown nu i-a lăsat să producă propriile creații.

### Mutarea la CBS records
În 1975, Joseph a negociat un nou contract de înregistrare cu CBS Records, care a oferit o rată de 20% pe înregistrare, în comparație cu Motown unde standardul era de 2,8%, și le permite fraților Jackson să scrie și să producă propriile piese și să cânte la propriile lor instrumente. După ce încearcă fără succes să vorbească cu grupul, Motown este dat în judecată pentru încălcarea contractului. Deși Motown lasă în cele din urmă grupul sa plece, Jackson 5 au fost nevoiți să-și schimbe numele in The Jacksons, deoarece Motown a reținut numele "Jackson 5" în timpul soluționării procesului. The Jacksons l-au înlocuit, de asemenea pe Jermaine cu fratele lor, de 14 ani, Randy, deoarece Jermaine a ales să rămână la Motown, după ce s-a căsătorit cu fiica lui Berry Gordy, Hazel. Randy a fost un membru neoficial al Jackson 5 din 1972, cântând pe scenă la conga, ca parte a spectacolului.
După ce i-a pierdut pe Jacksons, Motown nu au mai avut succesul lor în perioada lui Berry Gordy. Gordy a spus de multe ori despre Jackson 5 că aceștia au fost, după marca fabricii “ultimele mari staruri produse de Motown”. În vara anului 1976 televiziunea CBS a semnat cu familia Jackson (incluzându-i pe Michael, Marlon, Tito, Jackie,Randy, Rebbie, LaToya, și Janet), să apară în propria lor emisiune variată, The Jacksons, pentru a concura cu Donny ABC's & Marie. The Jacksons au debutat pe 16 iunie 1976, și au fost la CBS până la anularea sa următoarea martie. Spectacolul a fost primul spectacol variat găzduit de o familie afro-americană.
Prima dată, ca parte a diviziei CBS Philadelphia International Records și mai târziu la Epic Records, The Jacksons au continuat să lanseze single-uri populare cum ar fi "Enjoy Yourself" (1976), produs de Philadelphia International Kenneth & Gamble Huff Leon.După două LP-uri produse de Gamble și Huff, The Jacksons au vrut controlul artistic, și au produs LP-ul Destiny 1978, pe cont propriu. Albumul a inclus cel mai mare single “post-Motown” "Shake Your Body (Down to the Ground) ", care s-a clasat pe locul șapte în Billboard Hot 100 și pe locul trei pe Billboard R & B Singles Chart. "Shake Your Body", scris de Michael și Randy, a fost vândut în peste două milioane de exemplare, atingând statutul de dublu-platină. Destiny a avut, de asemenea, platină, și a ajuns pe locul 11 în topul Billboard 200 și locul trei în topul R & B album. În 1979, The Jacksons au primit o stea pe Hollywood Walk of Fame. În 1978, Michael a jucat alături de Diana Ross în filmul Motown / Universal Pictures The Wiz, o adaptare a musical-ului de pe Broadway al lui L.Frank Baum bazat pe Wonderful Wizard of Oz. Quincy Jones a fost producătorul de melodii din film, și el și Michael au început lucrul la primul album Epic solo al lui Michael, Off The Wall, anul următor. Off The Wall, lansat în 1979, vândut în 20 de milioane de exemplare în întreaga lume și locul patru în Top 10 single-uri și două single-uri numărul unu, provocând unele speculații despre faptul că Michael ar pleca de la The Jacksons, deși Michael a declarat reporterilor de mai multe ori că aceste speculații au fost nefondate.

### Plecarea lui Michael și Marlon și alte lucrări
În anul 1980 grupul a lansat albumul Triumf, în care au apărut hit-urile "This Place Hotel" și "Can You Feel It ", precum și hitul de club de dans "Walk Right Now". Anul următor, The Jacksons Live! a folosit înregistrări din turneul Triumf, care în 1988 a fost descris de revista Rolling Stone ca fiind unul dintre cele mai bune 25 de tururi din perioada 1967-1987. Succesul grupului a fost depășit de LP-ul lui Michael, Thriller din 1982. Thriller a devenit albumul cel mai de succes album din toate timpurile în Statele Unite, și ca cel mai bine vândut din toate timpurile. La televiziunea Motown 25, difuzată pe NBC pe 16 mai 1983, a avut loc o reuniune între Jermaine și ceilalți frați. În afara de unul, în 1979 au apărut la emisiunea TV SpecialMidnight, acesta a fost primul spectacol original Jackson 5 în aproape șapte ani. Reuniunea de pe Motown 25 a Jackson 5 a fost umbrită de performanța incredibilă a lui Michael " Billie Jean", pe același program, care a introdus jacheta lui sequin negru, mănuși decorate și dansul “moonwalk”.
În 1984, toți cei șase frați Jackson s-au reunit pentru a face albumul Victory. Albumul a avut un succes modest. Trei single-uri au fost lansate,"State of Shock",împreuna cu Mick Jagger, "Torture" și "Body". "Torture" a ajuns pe locul 17 in Billboard Hot100 și pe locul 26 în topurile din Regatul Unit al Marii Britanii și al Irlandei|Regatul Unit. Cu toate acestea,turneul Victory Tour din America de Nord în vara și toamna anului 1984 s-a dovedit a fi unul dintre cele mai mari turnee din anii 1980.În afară de câteva apariții la TV și câteva concerte în anii 1970, perioada Victory Tour a fost singura dată când toți cei șase frați au fost împreună, ca membri ai întregii trupe. Michael a părăsit trupa pentru a-și continua cariera solo după turneu. Marlon a făcut la fel în jurul aceluiași timp, să urmeze o carieră de afaceri în afara muzicii. Ceilalți frați au făcut proiecte solo. Cei mai mulți dintre ei au apărut, cu Michael în single-ul SUA pentru Africa "We Are the World" în 1985. Ultimul album al lor a fost The 2300 Jackson Street în 1989. Fiecare frate, cu excepția LaToya-ei Jackson, a apărut pe piesa de titlu, un hit pe locul 9 R&B. Restul albumului i-a inclus numai pe Jermaine, Jackie, Tito, și Randy.
În septembrie 2001, The Jacksons s-au reunit pentru a face un concert special la Madison Square Garden, pentru a sărbători 30 de ani de cariera lui Michael Jackson ca un artist solo. Concertele au fost filmate, iar filmul a fost prezentat special, a 30-a aniversare, care s-a difuzat pe CBS în noiembrie 2001 ca o emisiune specială de două ore. Performanța pe scenă a fost la șaptesprezece ani după The Jacksons Victory Tour. Un CD cu hit-urile de la CBS /Epic years, The Essentian Jacksons a fost lansat in 2004 de către Universal / Hip-O, The Story Jacksons.

### Proiecte noi
Începând cu anul 2009, cei 4 frați mai mari(Jackie, Tito, Jermaine si Marlon) au filmat un show de televiziune, impărtășind încercările lor de a reuni formația înapoi.În decembrie 2009, spectacolul a debutat pe A & E Network cu titlul The Jacksons: A Family Dynasty. Tentativa lui Michael Jackson de a reveni și moartea lui subită s-a întâmplat în mijlocul proiectului. Aceste evenimente au dominat emisiunea Reality TV, chiar dacă el nu a fost văzut pe camera de filmat (cu excepția videoclipurilor muzicale vechi). În iunie 2009, după decesul fratelui Michael, Jacksonii rămași s-au reunit într-un studio pentru a înregistra vocile de fundal pentru o piesă nelansată anterior, "This Is It" (tema pentru filmul cu același nume), care fusese inițial un demo. Single-ul a fost lansat în luna octombrie a aceluiași an. Melodia nu a ajuns în topuri pe Billboard Hot Adult Contemporary 100, dar s-a clasat pe nouăsprezece pe Panourile Hot Adult Contemporary Tracks ."This Is It" i-a readus pe The Jacksons în grafic pentru prima dată din 1970, ca urmare, piesa lor anterioară "I'll Be There", a ajuns pe locul douăzeci și patru. Membrii supraviețuitori din familia Jacksons au discutat planificări ale unui turneu de concerte (care urma sa fie servit ca un tribut adus lui Michael) pentru 2010, și de asemenea planificări pentru un nou album. Cu toate acestea, planul nu a fost pus în acțiune. În septembrie 2010, Jermaine Jackson și-a ținut propriul său concert ca un tribut adus lui Michael în Las Vegas. În timp ce frații săi și sora sa Janet au participat, niciunul dintre ei nu s-au alăturat fratelui lor pe scenă. Începând cu noiembrie 2010, viitorul Jacksonilor rămâne în incertitudine, Jackie Jackson lansând un single solo la iTunes.

### Moștenirea
Eforturile lui Michael și a fraților săi au condus inducția grupului în Rock and Roll Hall of Fame în 1997 și Vocal Group Hall of Fame în 1999. Două dintre înregistrările grupei ("ABC" și "I Want You Back") se numără printre The Rock and Roll Hall of Fame,”500 de melodii care au modelat Rock and Roll", cu piesa din urmă, de asemenea, inclusă în Grammy Hall of Fame. Pe data de 8 septembrie 2008, The Jacksons au fost onorați ca simboluri BMI la anualul BMI Urban Awards.
În 1992, Suzanne de Passe și Jermaine Jackson au lucrat cu Motown pentru a produce The Jacksons: An American Dream, 5 ore de televiziune difuzate pe baza istoricului din familia Jackson în două părți speciale pe American Broadcast Company. Script-ul a început la o întâlnire a lui Joeseph Jackson cu Katherine Jackson în jurul anilor 1940 și s-a încheiat cu Victory Tour din 1984.
The Jackson 5 a fost sursa de inspirație pentru mai multe formatii de băieți, inclusiv New Edition, Menudo, New Kids on the Block, N*SYNC, Jonas Brothers și mulți alții. Ieșirea în evidență a Jacksonilor în anii 1960 și 1970 a coincis cu succesul unei trupe foarte similare, Osmond Brothers. Unii consideră că Osmonds, care erau albi, au fost o imitație a Jacksonilor. De fapt, Osmonds au început cu câțiva ani înainte de Jacksons, și au fost considerați o sursă de inspirație pentru ei. Joseph Jackson a fost impresionat de aparițiile timpurii ale fraților respectivi și și-a instruit proprii fii să-i studieze îndeaproape. În cele din urmă, membrii celor două familii au devenit prieteni. Jay Osmond a amintit într-un blog al lunii iunie 2009 că "Michael a avut un simț unic al umorului, și ne-a spus că a fost atât de obosit să vizioneze The Osmonds at Andy Williams Show. I-a explicat că acesta era un lucru care au fost obligați de către tatăl lor să-l facă, iar Michael a glumit spunând că s-a săturat de el".